# Fragaria yezoensis
Fragaria yezoensis là loài thực vật có hoa trong họ Hoa hồng. Loài này được HARA mô tả khoa học đầu tiên.